# Dačice (starý zámek)
Starý dačický zámek stojí v Krajířově ulici v Dačicích. Dnes slouží městskému úřadu, dále se zde nachází městské muzeum, policejní strážnice a byty. Je chráněn jako kulturní památka České republiky.

## Historie

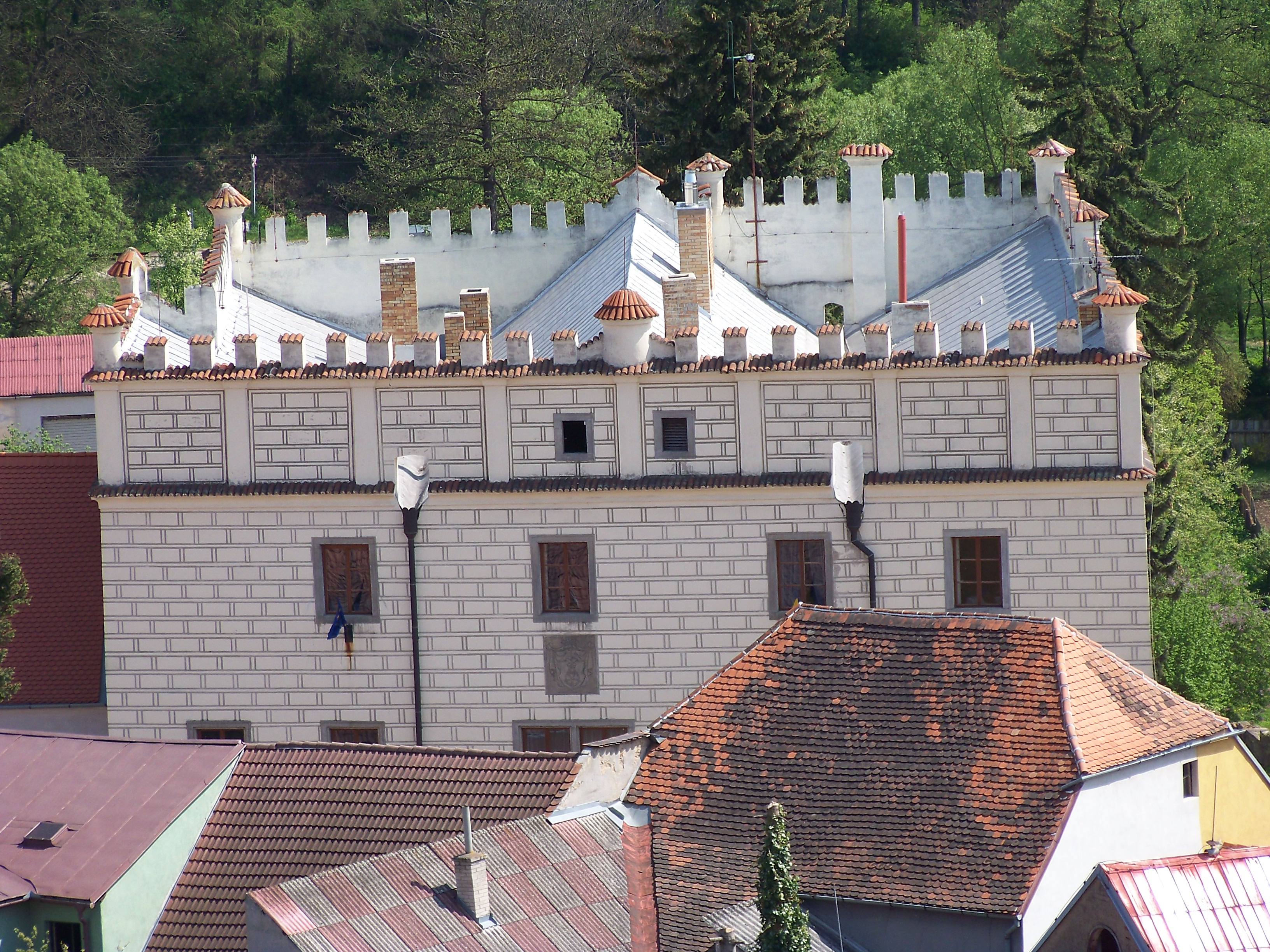
Pohled na horní část budovy

Zámek byl postaven Albrechtem Krajířem z Krajku a jeho manželkou Magdalénou z Vřesovic v letech 1572-1579 a po dostavění sem bylo z tvrze přeneseno sídlo šlechty. V roce 1591 však byl vystavěn nový zámek a starý zámek přestal sloužit svému původnímu účelu. Důvodem ke změně sídla byla především omezená velikost zámku. Ten poté sloužil jako sídlo správy panství. V roce 1939 sem bylo přeneseno sídlo městské správy, při této příležitosti došlo k úpravám. V roce 1960 se sice radnice přenesla do budovy v Komenského ulici, ale od roku 1991 je opět v budově zámku. V roce 1992 prošel objekt poslední celkovou opravou.

## Popis
Jedná se dvoupatrovou renesanční budovu zakončenou atikou, prejzy a cimbuřím. V letech 1940 a 1992 byla provedena obnova sgrafitové výzdoby omítky.